# JFK Records Act
Il JFK Records Act (The President John F. Kennedy Assassination Records Collection Act del 1992) è una legge pubblica approvata dal Congresso degli Stati Uniti, in vigore dal 26 ottobre 1992 e firmata dall'allora Presidente George H. W. Bush, che sancisce la creazione di un'agenzia (Assassination Record Review Board = ARRB) con lo scopo di fare un inventario completo di tutto il materiale riguardante l'assassinio del presidente Kennedy in mano alle varie agenzie governative americane, e di rendere pubblico il maggior numero di questi documenti.
La ARRB non aveva come scopo quello d'indagare sull'omicidio in sé, ma solo di occuparsi dei documenti relativi al caso. Ha dichiarato che la raccolta dovrà consistere in copie di tutti i documenti del governo degli Stati Uniti relativi all'assassinio del presidente John F. Kennedy del 1963 e che dovranno essere ospitati nell'edificio NARA Archives II di College Park, nel Maryland. La raccolta comprendeva anche qualsiasi materiale creato o reso disponibile per l'uso, ottenuto o altrimenti entrato in possesso di qualsiasi ufficio statale o locale incaricato dell'applicazione della legge che fornisse supporto o assistenza o svolgesse attività in relazione a un'indagine federale sull'assassinio.

## Aggiornamenti recenti
Il 24 luglio 2017, gli Archivi nazionali hanno iniziato a rilasciare i documenti rimanenti precedentemente trattenuti. 
La prima versione includeva 441 dischi dell'FBI e della CIA che erano stati precedentemente trattenuti per intero. Questi documenti non erano mai stati precedentemente resi disponibili al pubblico. Sono stati inoltre rilasciati altri 3.369 documenti che erano stati precedentemente trattenuti in parte, il che significa che erano stati precedentemente resi pubblici, ma parti dei documenti erano state tenute riservate per motivi di sicurezza o privacy.  Le registrazioni della prima versione includevano 17 file audio delle interviste di Yuri Nosenko, un ufficiale del KGB che affermava di essere stato il responsabile del file del KGB su Lee Harvey Oswald durante il soggiorno di Oswald nell'Unione Sovietica. Nosenko disertò negli Stati Uniti nel gennaio 1964 e fu ampiamente informato per un periodo di diversi anni.
Il 21 ottobre 2017, il presidente degli Stati Uniti Donald Trump ha dichiarato sul suo sito Twitter che avrebbe consentito il rilascio dei documenti rimanenti. Ha twittato: "Fatta salva la ricezione di ulteriori informazioni, permetterò, come presidente, di aprire i JFK FILES a lungo bloccati e classificati." La sua dichiarazione lasciava aperta la possibilità che alcuni documenti potessero essere ancora trattenuti ai sensi del JFK Records Act se il loro rilascio avesse danneggiato operazioni militari, forze dell'ordine o relazioni estere.
Il 26 ottobre, Trump ha firmato un rilascio di promemoria di tutte le registrazioni raccolte ai sensi della sezione 5 del JFK Records Act. Ha dato tempo alle agenzie che desiderano fare appello al rilascio di tutte le informazioni in questi registri fino al 26 aprile 2018 per farlo. 
Lo stesso giorno, NARA ha pubblicato altri 2.891 dischi. La maggior parte dei record di questa seconda versione era stata precedentemente trattenuta in parte.
Il 3 novembre, NARA ha rilasciato altri 676 documenti. La maggior parte di questi era stata precedentemente trattenuta per intero. Secondo la Mary Ferrell Foundation, che detiene un ampio database di documenti sull'assassinio, la maggior parte dei documenti di questa terza pubblicazione proveniva dalla CIA. Questi file contengono ancora un certo numero di relazioni, che rimangono soggette a ulteriore revisione ai sensi dell'ordine del presidente Trump.
Il 9 novembre, NARA ha pubblicato altri 13.213 dischi. La maggior parte di questi era stata precedentemente trattenuta in parte. Secondo la Mary Ferrell Foundation, i record di questa quarta pubblicazione provenivano dalla CIA e dalla NSA. Alcuni di questi documenti sono stati redatti in parte. Queste redazioni rimangono soggette a ulteriore revisione ai sensi dell'ordine del presidente Trump.
Il 17 novembre, NARA ha pubblicato altri 10.744 dischi, di cui 144 precedentemente trattenuti per intero e 10.600 precedentemente trattenuti in parte. Tutti i record di questa quinta uscita erano dell'FBI. Alcuni di questi documenti sono stati redatti in parte. Queste redazioni rimangono soggette a ulteriore revisione ai sensi dell'ordine del presidente Trump.
Il 15 dicembre, NARA ha rilasciato altri 3.539 documenti precedentemente trattenuti, lasciando un totale di 86 ancora riservati per intero.
Il 26 aprile, NARA ha rilasciato altri 19.045 documenti secondo l'ordine del presidente Trump. Queste pubblicazioni includono l'FBI, la CIA e altri documenti dell'agenzia (entrambi precedentemente trattenuti in parte e precedentemente trattenuti per intero) identificati dall'Assassination Records Review Board come documenti di omicidio. Sebbene non sia più necessario conservare completamente i documenti che devono essere rilasciati ai sensi della sezione 5, alcuni restano in parte trattenuti e non sono stati declassificati fino al 2021.